# Förstakammarvalet i Sverige 1904
Förstakammarvalet i Sverige 1904 var ett val i Sverige. Valet utfördes av landstingen och i de städer som inte hade något landsting utfördes valet av stadsfullmäktige. 1904 fanns det totalt 1 069 valmän, varav 1 033 deltog i valet.
I Skaraborgs läns valkrets ägde valet rum den 23 mars. I Södermanlands läns valkrets, Östergötlands läns valkrets, 2/3 av Kronobergs läns valkrets, Värmlands läns valkrets och Örebro läns valkrets ägde valet rum den 20 september. I Västernorrlands läns valkrets, Västerbottens läns valkrets och Norrbottens läns valkrets ägde valet rum den 21 september. I halva Stockholms stads valkrets ägde valet rum den 26 september. I Gotlands läns valkrets, Malmöhus läns valkrets och Västmanlands läns valkrets ägde valet rum den 27 september. I Kalmar läns södra valkrets och Blekinge läns valkrets ägde valet rum den 28 september. I Göteborgs stads valkrets ägde valet rum den 29 september. I resterande tredjedel av Kronobergs läns valkrets ägde valet rum den 5 december. I andra halvan av Stockholms stads valkrets ägde valet rum den 21 december och i Gävleborgs läns valkrets ägde valet rum den 29 december.

## Valresultat
| Parti  | Parti                     | Röster | Valda | Mandatfördelning | Mandatfördelning  | Mandatfördelning |
| Parti  | Parti                     | Röster | Valda | FK 1904          | FK 1905 (Lagtima) | +/-              |
| ------ | ------------------------- | ------ | ----- | ---------------- | ----------------- | ---------------- |
|        | Protektionistiska partiet | 575    | 13    | 102              | 98                | -4               |
|        | Minoritetspartiet         | 315    | 6     | 31               | 38                | +7               |
|        | Partilösa                 | 143    | 4     | 17               | 14                | -3               |
|        | Övriga                    | 173    | 0     | 0                | 0                 | +-0              |
| Totalt | Totalt                    | 1 206  | 23    | 150              | 150               | +-0              |

Det protektionistiska partiet behöll alltså egen majoritet.

## Invalda riksdagsmän
Stockholms stads valkrets:
- Pehr Rabe, min
- Ivar Afzelius, min

Södermanlands läns valkrets:
- Filip Boström, min

Östergötlands läns valkrets:
- Philip Klingspor, prot

Kronobergs läns valkrets:
- Aaby Ericsson
- Josef Stephens, prot
- Carl von Baumgarten, prot

Kalmar läns södra valkrets:
- Melcher Ekströmer, prot
- Gustaf Walin, prot

Gotlands läns valkrets:
- Gustaf Björlin, prot

Blekinge läns valkrets:
- Axel Hansson Wachtmeister, prot

Malmöhus läns valkrets:
- Per Sörensson, prot

Göteborgs stads valkrets:
- Philip Leman, min
- Harald Sternhagen

Skaraborgs läns valkrets:
- Karl Friman, prot

Värmlands läns valkrets:
- Carl Moberg, prot

Örebro läns valkrets:
- Herman Behm, prot
- Axel Svedelius, prot

Västmanlands läns valkrets:
- Peter Petersson

Gävleborgs läns valkrets:
- Arvid Lindman, prot

Västernorrlands läns valkrets:
- Frans Albert Anderson, min

Västerbottens läns valkrets:
- Edward Kinberg, min

Norrbottens läns valkrets:
- Karl Husberg

## Fotnoter
1. ↑  Siffrorna avser de sammanlagda röstetalen för de riksdagsledamöter som tillhörde respektive parti och valdes under detta år. Rösterna på kandidater som tillhörde partierna men inte vann ett riksdagsmandat har alltså sorterats in under "övriga". Röstetalen på valkretsnivå är hämtade från SCB och riksdagsledamöternas partitillhörigheter är baserade på uppgifter från bokserien Tvåkammarriksdagen 1867–1970.